# Tantilla lempira
Tantilla lempira — вид змій родини полозових (Colubridae). Ендемік Гондурасу.

## Поширення і екологія
Tantilla lempira відомі з трьох місцевостей, розташованих на півдні центрального Гондурасу, на висоті від 1450 до 1730 м над рівнем моря. Вони живуть в гірських сосново-дубових лісах. Ведуть переважно денний, наземний, напівриючий спосіб життя.

## Збереження
МСОП класифікує цей вид як такий, що перебуває під загрозою зникнення. Tantilla lempira загрожує знищення природного середовища.